# Grimberg
De Grimberg was een havezate in de buurschap Notter, gemeente Wierden. Het was gelegen in het voormalige richterambt Kedingen. Van het oude kasteel is alleen de toegangspoort bewaard gebleven. Het grachtencomplex met een binnen gracht en een dubbele buitengracht is nog intact. Het is verscholen gelegen tussen de oude eiken en beuken.

## Geschiedenis

### 13e eeuw
De oudste gegevens over de Grimberg dateren van 4 juni 1297. De mansio Grimberg wordt in een testament van Egbert van Almelo, die het kasteel aan zijn tweede vrouw Mechteld van Limburg schenkt. De kinderen uit hun huwelijk noemden zich nadien ’van den Grimberg’. De oudste zoon Derk stierf waarschijnlijk kinderloos, want zijn broer Egbert van den Grimberg komt daarna voor in akten. Zijn zoon, eveneens Egbert (II) had in 1396 een conflict met Geert van Bevervoorde, Hof te Bevervoorde. Deze Egbert had een zestal kinderen waaronder de oudste zoon Derk II die hem opvolgde. Na zijn overlijden verdelen zijn broer Johan en zijn zuster Egbertje, die getrouwd was met Geert ten Thije, in 1443 allerlei Grimbergse goederen. Hierdoor komt na het overlijden van Egbertje, ‘dat hues to Grimberghe mit den veer ende mit den vrede…etc.’ aan haar kinderen Derk en Seino ten Thije, die het in 1475 verkopen aan Otto van den Rutenberg en zijn vrouw.
De Grimberg is leenroerig aan het Huis Almelo.

### 14e eeuw
Otto van den Rutenberg koopt de gehele Grimberg. Dat betekent ook dat ze de Borgh te Suden-Aa in bezit krijgen. Otto woonde op de Borgh te Sudena Zuna in de buurschap Notter. Hij huwde met Maria van Twickelo, die de Grimberg als woning verkoos ‘omb deste neher bei der kirchen zu sein’. Het echtpaar verhuisde naar de Grimberg en deze werd drastisch verbouwd. Hij stierf in 1500. Zijn vrouw een jaar later. Ze werden in Rijssen in de Schildkerk begraven. Hun kinderen Alof (proost van Sinte Marie te Utrecht), Otto II (opvolger op de Grimberg), Hake, Catharina (stiftsjuffer te Neuss) en Willemtje (trouwde met Johan van Welvelde). Otto speelde een belangrijke rol. Hij werd aangewezen als afgevaardigde van de Twentse Ridderschap om gewichtige zaken te regelen. Hij huwde met Eleonora Sticke van het Weldam, maar stierf kinderloos in 1549.

### 16e eeuw
De Grimberg viel na de dood van zijn weduwe in 1561 toe aan de nakomelingen van zus Willemtje: Anna (getrouwd met Sweder Schele tot Weleveld) Sophia (getrouwd met Evert van Varendorp), Steventje ( de vrouw van Peter van Voorst tot Beerse) en zodoende aan het geslacht Welvelde. Otto II had in 1549 al bepaald dat het kind van Steventje en Peter, eveneens Peter van Voorst geheten, vooruit 1000 gulden ‘vor de tymmerasie van den huse to Grimberge’ enz. moest krijgen. De verdere verdeling van de nalatenschap was ingewikkeld en pas in 1575 werd Johan van Voorst (de 5e zoon van Steventje en Peter) met de Grimberg beleend. Hierna bleef het zes geslachten in het bezit van de familie van Voorst. Twee broers van Johan waren gesneuveld in Heiligerlee, en één in Frankrijk. Hij trouwde met Hermanna Mulert en hertrouwde na haar dood met Mechteld van Langen.

### Grimberg in de tachtigjarige oorlog
In 1581 stelde de Prins van Oranje hem aan tot drost van Twente, nadat Gosen van Raesfelt naar het stift Münster was gevlucht. In datzelfde jaar werd hij in de slag bij Goor gevangengenomen en werd nadien jarenlang opgesloten op het huis Blijenbeek in Noord-Limburg. Omdat de van Voorst-familie voor de staatsgezinden had gekozen, werd zij door de Spaanse koning als vijand beschouwd en werden al hun goederen in beslag genomen. Het Staatsgarnizoen van de Prins van Oranje dat de Grimberg moest beschermen vluchtte in 1583 samen met Mechteld van Langen, bij de komst van de Spanjaarden naar Lochem. De Grimberg werd veroverd door de Spanjaarden en in brand gestoken. Pas in 1595 vestigde Johan zich opnieuw op de weer opgebouwde plaats met zijn beide zusters. Hij overleed in 1598.

### 17e eeuw
Zijn oudste zoon Peter trouwde met Odila van Bevervoorde maar stierf al voor 1613 want toen werd diens minderjarige zoon Johan met de erve beleend. Ook Johan stierf kort daarna, waarop zijn broer Berend van Voorst te Notter verschillende landerijen ‘vrijde’ (als waarborg ervoor instaan). Deze stierf kinderloos en zijn broer Herman van Voorst werd in 1634 ingeschreven in de Overijsselse Ridderschap. Deze Herman was tot 1636 luitenant in de compagnie van zijn neef Reinier Schaep, waarna hij een rol ging spelen in de Overijsselse Staten. Hij mocht tol heffen aan de brug over de Regge. In 1639 overleed hij en werd in Rijssen begraven. Zijn vrouw Agnes Schaep van Windesheim was in 1634 al overleden. In 1646 pas werd hun zoon Peter van Voorst door de heer van Almelo beleend met de Grimberg. Hij woonde daar alleen met een meid en een knecht. Op latere leeftijd, in 1676, trouwde hij met Euphemia Alegonda van Broeckhuysen van de Doorn. Het huis werd toen flink verbouwd, getuige de grote aanslag op het vermogen van Van Voorst. Toen het klaar was had het vier vuursteden. Peter overleed in 1693. Toen ook zijn zuster Odilia Anna, stiftsjuffer te Hunnepe, in 1698 stierf konden de erfgenamen de schulden uit de nalatenschap van vader en tante niet voldoen en vroegen uitstel van betaling van de successierechten. De oudste zoon van Peter, Herman, kreeg de goederen in 1705, en werd toegelaten tot de statenvergaderingen. Zijn jongere broer Willem Reinier volgde hem op na zijn dood in 1709.

### 18e eeuw
In 1711 werd deze lid van de Ridderschap maar hij volgde een militaire loopbaan waardoor het huis soms lange tijd leeg stond. Hij kreeg een eigen regiment en bracht het in 1747 zelfs tot generaal-majoor. In 1727 was hij in Brummen getrouwd met Clara Anna Elisabeth van Broeckhuysen tot de Geldersche Toren. Zij overleed op de Grimberg in 1732.
Bij de volkstelling van 1748 woonden op ‘de Grimbargh’: ‘de heere luitenant-generael Willem Reyner, baron van Voerst, heere van de Grimbargh; sijn soon Peter Willem; de kneght Arent Hendrik Bitter, Willem van de Eese, Catrina van Eybargen en Hendrina ter Wele’. De generaal overleed in 1759. Enige zoon Peter Willem erfde de Grimberg en trouwde met Johanna Isabella Bentinck tot Bevervoerde-Hoyckinck. Hij overleed kinderloos in 1765. Zijn vrouw erfde alles. Ook de erven de Boom, de Ese, Brugmans, den Berg en Heinhuis, een deel van de erven Winkel en Kifhorst, Klein Lochter, de katersteden het Schot, Schuttenplaatsje en de Telgte, evenals het huis de Zegget. Johana Isabella hertrouwde met Frederik Benjamin van der Capellen tot Rijsselt, een burgemeester van Zutphen.

### Grimberg verkocht
Ze verkochten de Grimberg met onderhorige goederen voor 67.000 gulden in 1779 aan ‘baron’ Jean Guillaume de Vaillant ‘van den Grimberg’ en zijn vrouw Isabella Anthonia baronesse van Imhoff, gewettigde dochter van de gouverneur-generaal van Oost-Indië Gustaaf Willem van Imhoff en een inlandse vrouw, Helena Pieters. Hun erfgenamen boden het in 1786 na zijn dood als volgt te koop aan: ‘Het Overste Huis en Havezathe de Grimberg, met Bouw- en Orangehuisen en Hoven, voorzien met privaatte en publicque Visscherijen, het regt van Verschrijving in de Provincie en Leenkamer, twee zesde stemmen in de Collatie van Predikant en Koster te Rijssen, moderne dubbelde Bank en Grafkelder aldaar, halve Erfmarkerichtersplaats van de Boerschap Notter en Zuna enz.enz.’ Volgt een beschrijving van het Overste Huis,’naar beste smaak verbeterd, hecht en sterk en welgesitueerd, wel betimmerd en logeabel’ ‘Omringd met een breede Gragt, gelijk ook de daarbuiten liggende Hoven met een tweede Gragt omringd zijn, waarin een fraaie Vijver of Kom met Goud en Zilver Visjes en daarbij gelegen vermaakelijk Engelsch Bosjen, '...alles wel gesitueerd gelegen aan de met schuiten bevaaren wordende Rivier de Aa….zeer vermaakelijk…met een dagelijks daar doorgaande Passage van Postwagens en andere Rijtuigen …' Jan Zeger Sloet eigenaar van de Woeste of Bellinckhof bij Weerselo ging erop in en kocht de havezate. Hij werd opgenomen in de Ridderschap. In 1802 verkocht hij de Grimberg en de erve het Veer voor 57.000 gulden aan Ludwig Eberhard Friedrich Nehrkorn.

### Grimberg opnieuw verkocht
Deze Nehrkorn kende Rijssen. Als leerling had hij gewerkt bij timmerman Peddemors, was later vertrokken naar Amsterdam waar hij architect was geworden. In 1749 vertrok hij naar Suriname en werd stadsbouwmeester van Paramaribo. Daar huwde hij de rijke jonge weduwe Aaltje Margaretha Schröder. Ze kregen een zoon Carl Friedrich. Samen met de donkere Surinaamse Maria keerden ze terug naar Holland waar moeder en een tweede pasgeboren zoon in 1799 stierven. Vader en zoon vestigden zich samen met Maria op de Grimberg. In 1804 hertrouwde hij met Helena Brouwer. Hij stierf in 1812. Carl Friedrich werd erfgenaam maar hij vestigde zich in 1820 in Kampen als wijnkoper en verkocht de Grimberg. Het herenhuis was voor afbraak bestemd. Voor 3500 gulden werd het gegund aan Willem Hendrik van Heerdt tot Eversberg. Het bouwhuis met de rechten werd verkocht aan Helena Brouwer, de stiefmoeder, voor 4000 gulden.
Zij verkocht de Grimbergse goederen aan Christiaan Henny, echtgenoot van Johanna Catherina Brouwer, en Derk Jan Brouwer jr. Het landgoed van 15 ha diende voornamelijk als geldbelegging. In 1876 kocht Jan Harmen ter Horst, zoon van de oprichter van de jutefabriek in Rijssen het voor zijn zoons Gerrit Hendrik en Auke Hayo. Na het kinderloos overlijden van zijn broer kreeg Auke Hayo ook diens deel. Hij trouwde met Thalia Gerarda Engberts in 1879 en stierf in 1919. Zijn zoon Jan Harmen erfde de Grimberg. Hij trouwde in 1914 met Sophia Charlotte Mathilde van Dorp. Ze woonden op de Eschhorst maar lieten een theehuis bouwen op de Grimberg dat ook voor bewoning geschikt was en verfraaiden de tuin.

### Opgraving
In de jaren '60 van de 20ste eeuw heeft de Oudheidkamer Twente in samenwerking met de NJBG een aantal opgravingen op het terrein van de voormalige havezathe uitgevoerd.